# Amtsgård
En amtsgård var frem til nedlæggelsen af amterne i Danmark i 2007 betegnelsen for hovedsædet for amtets administration. Amtsgården havde således samme funktion som rådhuset har i en kommune, og det var også her, amtsrådene holdt deres møder. Idet amterne blev sammenlagt i 1970, er mange af amtsgårdene opført omkring denne tid.
Fem af amtsgårdene er i dag hovedsæde for regionerne. Det gælder den tidligere Nordjyllands Amtsgård (nuværende Region Nordjylland), Viborg Amtsgård (Region Midtjylland), Vejle Amtsgård (Region Syddanmark), Sorø Amtsgård (Region Sjælland) og Frederiksborg Amtsgård (Region Hovedstaden).
De øvrige ni amtsgårde har i dag andre funktioner. Den tidligere Fyns Amtsgård er f.eks. i dag overtaget af Odense Kommunes ældre- og handicapforvaltning, og i Roskilde indgår Roskilde Amtsgård i Roskilde Rådhus, hvis seneste bygninger blev taget i brug i februar 2010.